# Wojciech Grzegorz Ossoliński
Wojciech Grzegorz Ossoliński (ur. 25 kwietnia 1796 w Sieluciznie na Podlasiu, zm. 29 maja 1842 w Warszawie) — ksiądz, archidiakon i prałat katedry podlaskiej, rektor Akademii Duchownej w Warszawie.

## Życiorys
Urodził się w Sieluciznie na Podlasiu 25 kwietnia 1796 w rodzinie Józefa herbu Topór i jego żony Zofii z domu Jakubowskiej.
Pierwsze nauki pobierał w Białej Podlaskiej a następnie studiował w seminarium duchownym w Janowie. W 1815 ukończył naukę a będąc jeszcze klerykiem został wykładowcą filozofii, wymowy i historii kościelnej w macierzystym seminarium. W 1819 otrzymał święcenia kapłańskie. W 1822 mianowany został kanonikiem kapituły podlaskiej i sędzią konsystorza, a w 1828 został proboszczem w Kocku, archidiakonem katedry podlaskiej i wiceadministratorem diecezji podlaskiej. W 1829 powierzono mu katedrę teologii dogmatycznej w seminarium duchownym w Warszawie. Pod koniec września 1829 uzyskał honorowy doktorat z teologii na Uniwersytecie Jagiellońskim. W czasie powstania listopadowego był kapelanem Gwardii Narodowej w Warszawie.
Po upadku powstania została utworzona w Warszawie Rzymskokatolicka Akademia Duchowna i na początku stycznia 1837 został mianowany jej pierwszym rektorem. W 1841 został członkiem Rady Wychowania Publicznego w Komisji Rządowej Spraw Wewnętrznych Duchownych i Oświecenia Publicznego.
Zmarł 29 maja 1842 i pochowany jest w katakumbach cmentarza powązkowskiego w Warszawie.